# Joseph Freusberg (Bischof, 1881)

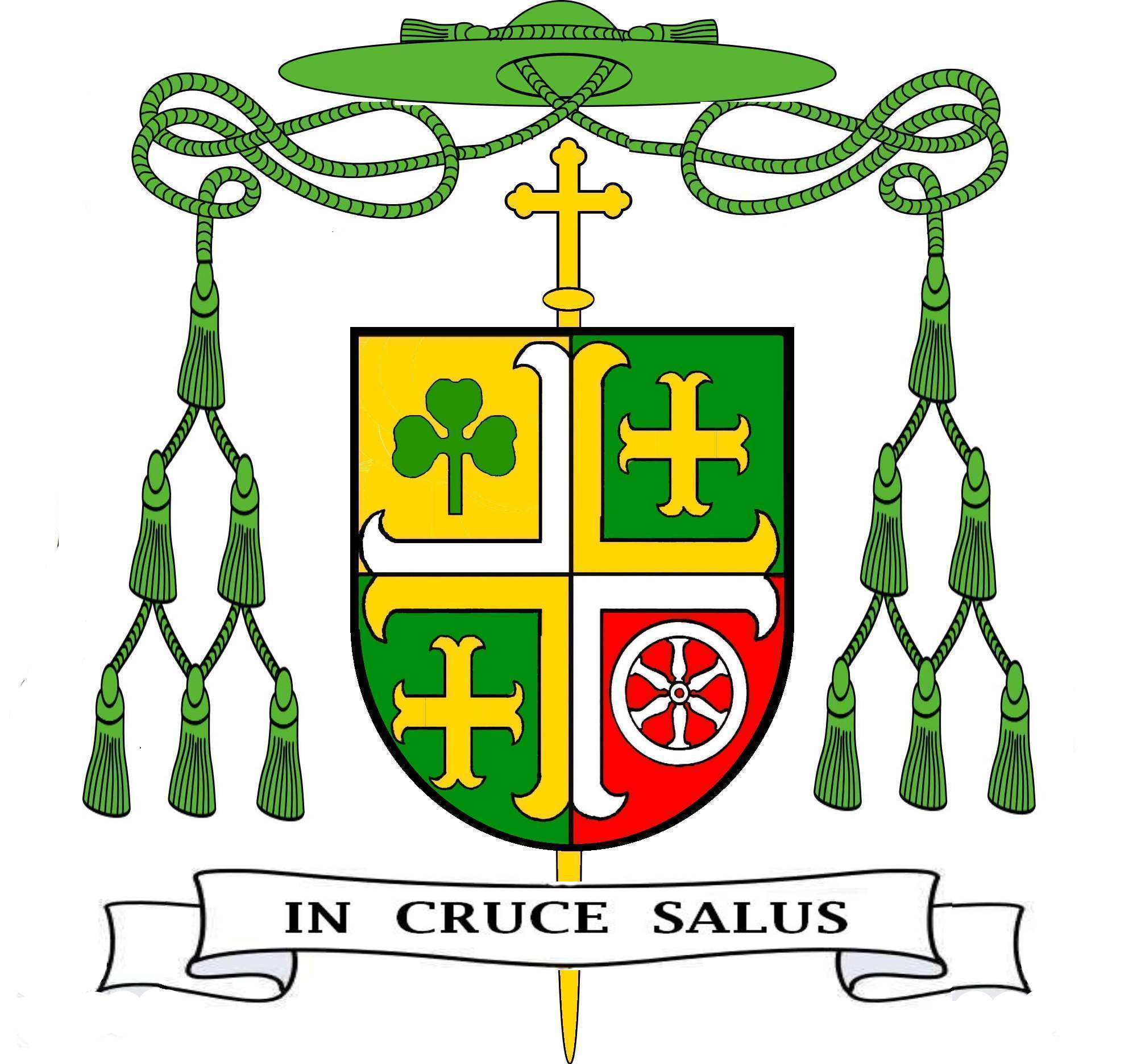
Bischofswappen von Joseph Freusberg

Joseph Freusberg (* 18. Oktober 1881 in Olpe; † 10. April 1964 in Erfurt) war Dompropst und Weihbischof in Fulda mit Sitz in Erfurt.

## Leben
Freusberg war Sohn des gleichnamigen Vaters Joseph Freusberg und dessen Ehefrau Helen, einer Schwester des Zentrumspolitikers Carl Herold.
Aufgrund der Versetzung des Vaters als Königlich Geheimer Rat nach Berlin verlebte er dort seine Jugend. Nach dem Abitur im Jahr 1902 am Gymnasium in Montabaur studierte Freusberg Philosophie und Katholische Theologie in Paderborn und Freiburg im Breisgau. Am 6. April 1906 wurde Freusberg in Paderborn zum Priester geweiht. Für kurze Zeit leitete er danach ein Knabenkonvikt in Gelsenkirchen, anschließend studierte er in Rom Kanonisches Recht, wo er im Priesterkolleg Santa Maria dell’ Anima wohnte. Nach der Promotion 1909 war er zunächst Vikar in Bielefeld.
Im Jahr 1916 übernahm Freusberg als Pfarrer die Gemeinde St. Severi in Erfurt. 1923 folgte die Ernennung zum Dompropst der Domgemeinde in Erfurt und zum Leiter des dortigen Geistlichen Gerichtes.
Der Erfurter Dom im Luftkrieg des Zweiten Weltkriegs war eine große Herausforderung für den Dompropst. So kümmerte sich Freusberg sehr um den bestmöglichen Schutz des Kulturguts am und im Dom. Der Wiederaufbau des kriegsbeschädigten Kirchenbaus nach 1945 war – gemeinsam mit dem Domarchitekten Rudolf Stein – ganz wesentlich sein Verdienst.
Im Jahr 1945 war Freusberg Mitglied der beratenden Landesversammlung für Thüringen.
Da es nach dem Zweiten Weltkrieg für den Bischof von Fulda immer schwieriger wurde, die Amtsgeschäfte im thüringischen Teil seines Bistums wahrzunehmen, setzte er 1946 Freusberg als Generalvikar der Diözese Fulda mit Sitz in Erfurt ein. Am 12. April 1953 ernannte der Papst Pius XII. Joseph Freusberg zum Titularbischof von Hadrianopolis in Epiro – ein alter Bischofssitz 30 km östlich von Phoinike – und zum Weihbischof im Bistum Fulda mit Sitz in Erfurt. Die Bischofsweihe spendete ihm der Fuldaer Diözesanbischof Johann Baptist Dietz am 11. Juni 1953. Mitkonsekratoren waren der Fuldaer Weihbischof Adolf Bolte und der Bischof von Berlin, Wilhelm Weskamm. Freusberg war maßgeblich an der Gründung des Philosophisch-Theologischen Studiums Erfurt beteiligt und weihte unter anderem die späteren Kardinäle Georg Sterzinsky und Joachim Meisner zu Priestern. Papst Johannes XXIII. verlieh ihm 1961 den Ehrentitel Päpstlicher Thronassistent. 1962 folgte ihm Hugo Aufderbeck als Weihbischof im Bistum Fulda mit Sitz in Erfurt nach.
Joseph Freusberg ist im Kreuzgang des Erfurter St.-Marien-Doms beigesetzt.

## Bischofswappen
Der Wappenschild geviert durch ein von Silber und Gold gevierteltes Ankerkreuz, Feld 1 in Gold ein grünes Kleeblatt, Feld 2 und 3 in Grün ein goldenes Ankerkreuz, schwebend, Feld 4 in Rot das silberne sechsspeichige Rad, das Wappen der Stadt Erfurt, (Erzbistum Mainz).
Sein Wahlspruch In Cruce Salus (Im Kreuz ist Heil), aus Imitatio Christi von Thomas von Kempen.

## Auszeichnungen
- Deutsche Friedensmedaille, 1961